# دانشگاه ملی اقتصاد و تجارت دونتسک بارانوفسکی
دانشگاه ملی اقتصاد و تجارت دونتسک بارانوفسکی (به لاتین: Donetsk National University of Economics and Trade named after M. Tugan-Baranovsky) یک دانشگاه و مؤسسه آموزشی در اوکراین است که در کریفیی ریه واقع شده‌است.